# Saveli Iamchtchikov
Vous pouvez aider à l'améliorer ou bien discuter des problèmes sur sa page de discussion.
- Il ne cite pas suffisamment ses sources. Vous pouvez indiquer les passages à sourcer avec {{référence nécessaire}} ou {{Référence souhaitée}}, et inclure les références utiles en les liant aux notes de bas de page. (Marqué depuis mars 2024)
- Certaines informations devraient être mieux reliées aux sources mentionnées dans la bibliographie ou les liens externes. Améliorez sa vérifiabilité en les associant par des références. (Marqué depuis mars 2024)
- Il ne s’appuie pas, ou pas assez, sur des sources secondaires ou tertiaires. (Marqué depuis mars 2024)

- Archive Wikiwix
- Bing
- Cairn
- DuckDuckGo
- E. Universalis
- Gallica
- Google
- G. Books
- G. News
- G. Scholar
- Persée
- Qwant
- (zh) Baidu
- (ru) Yandex
- (wd) trouver des œuvres sur Wikidata

Savva (Saveli) Vassilievitch Iamchtchikov (en russe : Са́вва (Саве́лий) Васи́льевич Ямщико́в), né le 8 octobre 1938 à Moscou et mort le 19 juillet 2009 à Pskov, est un restaurateur d'art et historien de l'art soviétique et russe.

## Biographie
Saveli Iamchtchikov sort diplômé de l'université d'État de Moscou. Il est membre de l'Académie des sciences naturelles. Il a ravivé le souvenir de nombreux artistes et de peintres russes oubliés et a été commissaire d'exposition pour plus de 300 expositions sur l'art. restaurateur d'œuvres iconographiques, il est surnommé « le restaurateur de toute la Russie » (реставратором всея Руси).
Iamchtchikov a été conseiller scientifique d'Andreï Tarkovski pour son film Andreï Roublev tourné en 1966 et de Sergueï Bondartchouk pour le film de 1986 Boris Godounov.
Il a été marié avec la ballerine soviétique Valentina Ganibalova (ru) vedette du Ballet Kirov (ancien nom du théâtre Mariinsky) dans les années 1970.

## Publications (sélection)
- (ru) Древнерусская живопись: Новые открытия (Drevnerusskaya zhivopis': Novye otkrytiya) [Old Russian Painting: Current Findings], Moscou : Sovetsky hudozhnik (Советский художник), 1966
- (ru) Русский портрет XVIII—XIX веков в музеях РСФСР (Russkii portret XVIII—XIX vekov v muzeiah RSFSR) [Russian portrait of the 18th–19th centuries in the RSFSR museums], Moscou : Izobrazitel'noe iskusstvo (Изобразительное искусство). p. 1–248, 1976
- (ru) Мой Псков (Moy Pskov) [My Pskov], Pskov, p. 1–352, 2003  (ISBN 594542045X)